# Peyrens
Peyrens ist eine französische Gemeinde mit 459 Einwohnern (Stand: 1. Januar 2022) im Département Aude in der Region Okzitanien (vor 2016: Languedoc-Roussillon). Sie gehört zum Arrondissement Carcassonne und zum Kanton Le Bassin Chaurien. Die Einwohner werden Peyrousiens genannt.

## Lage
Peyrens liegt etwa 49 Kilometer ostsüdöstlich von Toulouse in der Landschaft Lauragais.
Nachbargemeinden von Peyrens sind Tréville im Norden, Issel im Osten, Castelnaudary im Süden, Souilhe im Westen sowie Puginier im Westen und Nordwesten.

## Bevölkerungsentwicklung

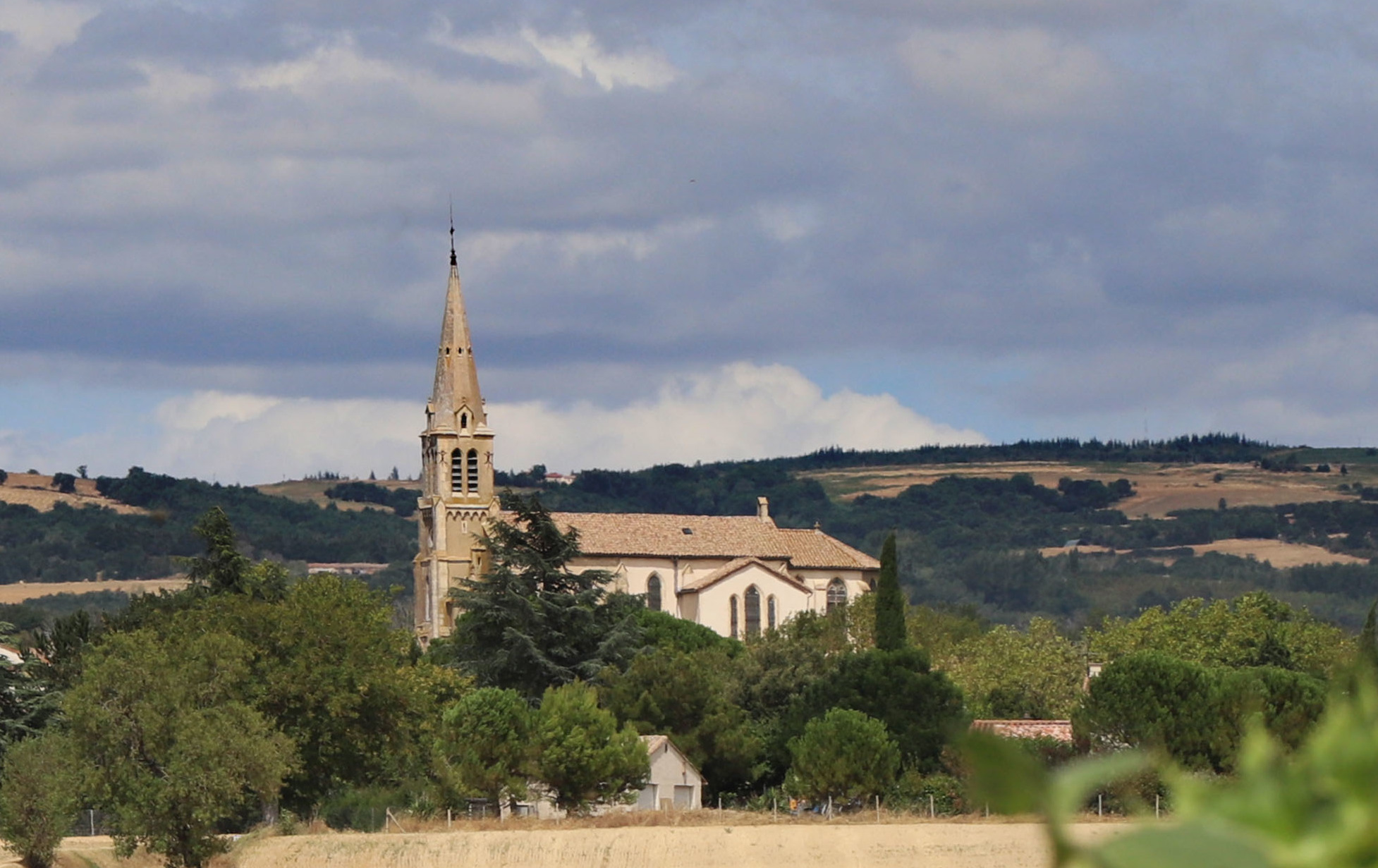
Kirche Saint-Genès

| Jahr                       | 1962 | 1968 | 1975 | 1982 | 1990 | 1999 | 2006 | 2019 |
| Einwohner                  | 218  | 241  | 235  | 267  | 301  | 351  | 403  | 476  |
| Quellen: Cassini und INSEE |      |      |      |      |      |      |      |      |